# Abdiel Arroyo
Abdiel Arroyo Molinar (Colón, Panama, 1993. december 13. –) panamai labdarúgó, csatár, a horvát RNK Split játékosa.
A panamai válogatott tagjaként részt vett a 2016-os Copa Américán.

## Külső hivatkozások
- Abdiel Arroyo adatlapja a National-Football-Teams.com oldalon (angolul)

- Abdiel Arroyo adatlapja a Soccerway oldalon (angolul)